# Сильвестр II
Сильве́стр II (лат. Silvester PP. II), Ге́рберт Орилья́кский (Аврила́кский) (лат. Gerbertus Aureliacus, фр. Gerbert d'Aurillac), также Герберт Реймсский ( ок. 938 или ок. 946 — 12 мая 1003) — средневековый учёный и церковный деятель, папа римский со 2 апреля 999 года по 12 мая 1003 года. Он популяризировал арабские научные достижения в математике и астрономии в Европе. Возродил использование абака, армиллярной сферы и астролябии, забытых в Европе после падения Римской империи. Герберт стал первым папой французского происхождения. Его имя было окутано легендами.

## Биография
Герберт родился около 946 года в Аврилаке (в современном чтении Орийаке, провинция Овернь, Франция). Около 963 года он вступил в монастырь Святого Герольда (там же). В 967 году монастырь посетил граф Барселоны Боррель II, и аббат попросил его взять с собой одарённого монаха для того, чтобы тот мог в Испании продолжать занятия математикой и изучать арабские научные труды. С согласия графа Герберт был переведён в Вик, где продолжил обучение под руководством епископа Ато. Граф Боррель II в это время снарядил дипломатическую миссию к кордовскому халифу аль-Хакаму II; делегацию возглавил епископ Ато. Из этой поездки епископ привёз новые документы и книги.

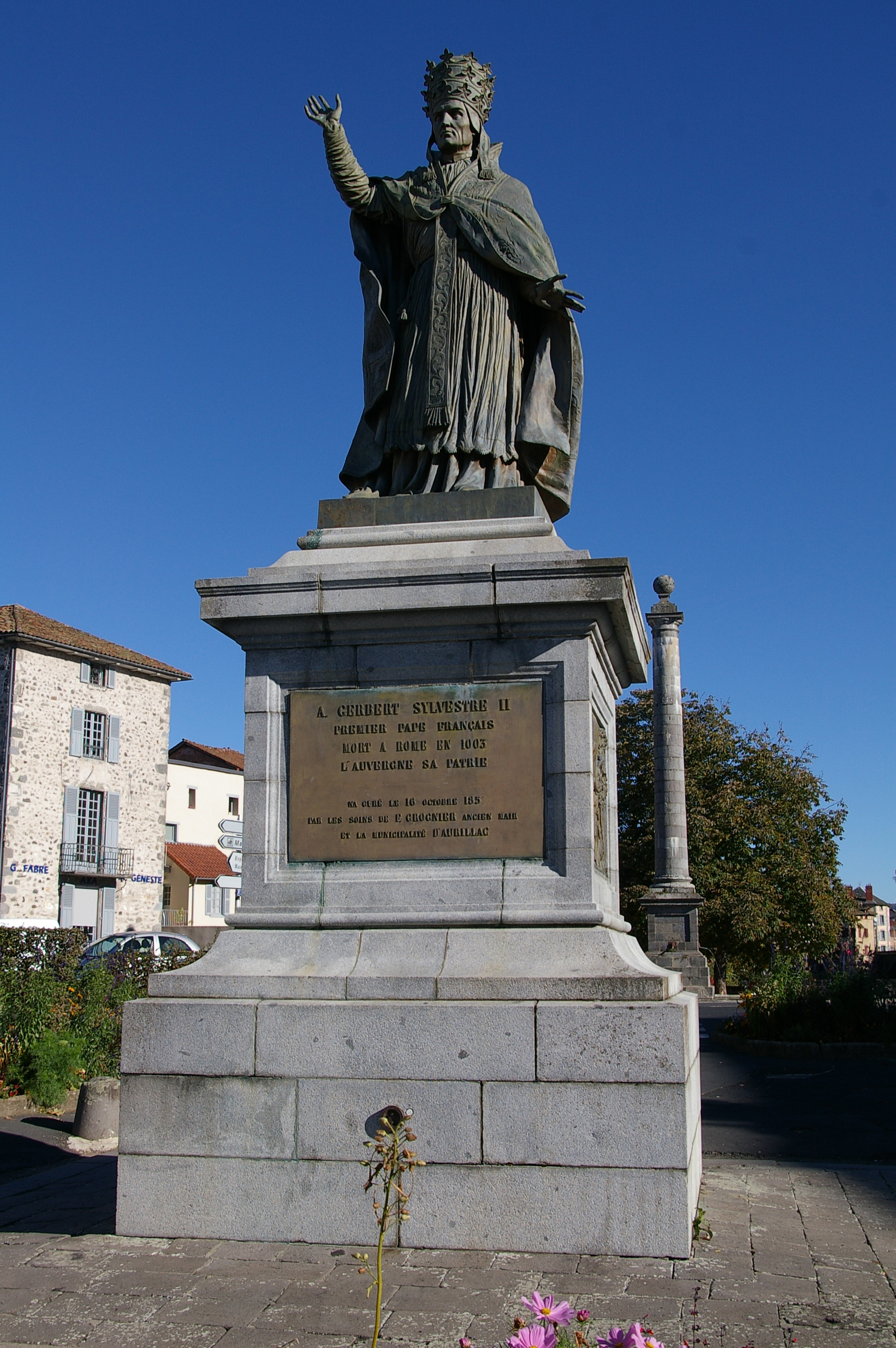
Памятник Сильвестру в Орийаке

Герберт с усердием изучал математику и астрономию. Благодаря тесным связям христианской Барселоны с арабской Кордовой он получил доступ к научной информации, которой в Европе того времени не имел никто. В частности, одним из первых среди европейцев Герберт познакомился с арабскими цифрами, осознал их удобство по сравнению с римскими и начал пропагандировать их внедрение в европейскую арифметику.
В 969 году Герберт сопровождал графа Борреля II в его поездке в Рим. В Риме Герберт общался с папой римским Иоанном XIII и императором Оттоном I Великим. Папа рекомендовал Герберта императору в качестве учителя для его молодого сына, будущего императора Оттона II.
Через несколько лет Оттон I отпустил Герберта в Реймс, где архиепископ Адальберон назначил его схоластом школы монастыря Святого Ремигия в Реймсе. В 973 году Оттон II, который наследовал после смерти отца титул императора, назначил Герберта аббатом в монастыре Боббио. Постепенно Герберт втягивался в политику. Вместе с архиепископом Адальбероном он противостоял попыткам короля Западно-франкского королевства Лотаря при поддержке Гуго Капета отторгнуть Лотарингию от империи Оттона III.
После смерти епископа Адальберона началась борьба за место архиепископа Реймса. Герберт выступил одним из кандидатов, но Гуго Капет поддержал Арнульфа, незаконного сына короля Лотаря. В 989 году именно Арнульф был избран архиепископом реймсским. В 991 году в результате возникших противоречий между архиепископом и королём Гуго Капетом Арнульф был свергнут и на его место избран Герберт. Однако папа Иоанн XV, а затем и римский синод не признали этого избрания. Герберт признал решение папы, и в 995 году Арнульф был формально восстановлен на кафедре. Однако поскольку Гуго Капет заключил Арнульфа в тюрьму, фактически кафедра оставалась вакантной.
Новый папа Григорий V (двоюродный племянник императора Оттона III) в 998 году назначил Герберта архиепископом Равенны, а 2 апреля 999 года, после смерти Григория V, при поддержке императора Герберт был избран папой римским под именем Сильвестра II. Герберт взял это имя в честь папы Сильвестра I, который в IV веке был советником императора Константина I Великого. После избрания Сильвестр подтвердил права своего бывшего врага Арнульфа на архиепископство реймсское. В качестве папы Сильвестр активно боролся с симонией и конкубинатом, которые процветали среди римского духовенства.
В 1001 году в результате народного восстания в Риме император и папа были изгнаны в Равенну. Оттон III предпринял два неудачных похода, чтобы возвратить себе Рим, и умер во время третьего. Сильвестр II возвратился в Рим вскоре после смерти императора, когда власть в городе перешла к нобилитету. 12 мая 1003 года Сильвестр II умер и был похоронен в соборе Святого Иоанна Латеранского в Риме.

## Научные достижения

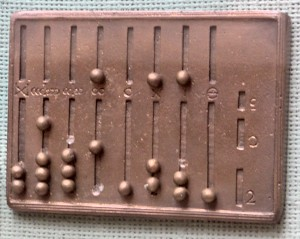
Реконструкция римского абака

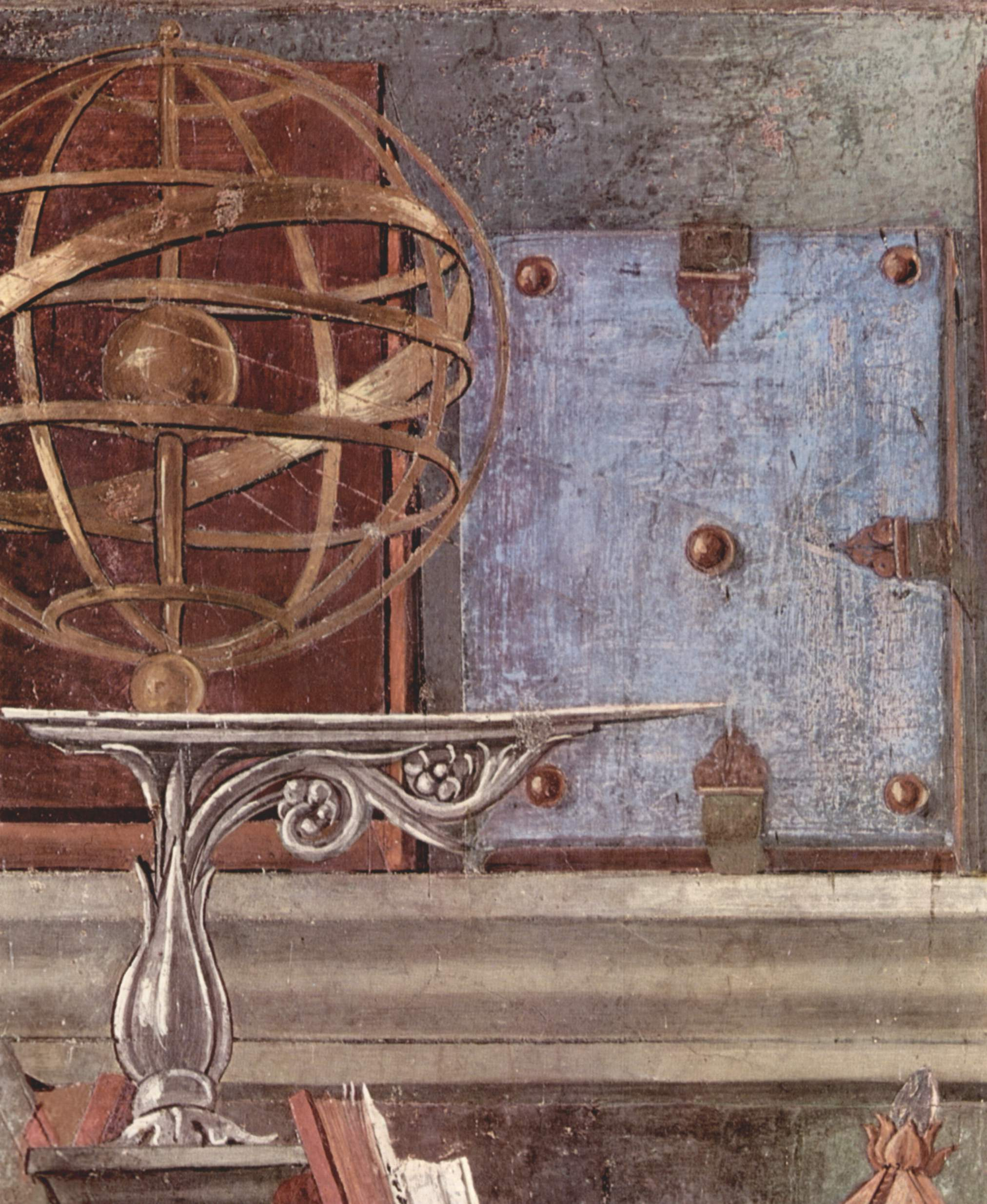
Армиллярная небесная сфера с картины Сандро Боттичелли

Как учёный Герберт намного опередил своё время. Пытаясь найти объяснение необыкновенной учёности Герберта, современники обвиняли его в колдовстве и чернокнижии, считая, что здесь не обошлось без вмешательства сверхчеловеческих сил. Греческого языка Герберт не знал и знакомился с работами греческих мыслителей по переводам. Основные его научные занятия протекали в сфере квадривия. Одним из основных достижений Герберта было изучение арабской системы цифр и её применение. На основе десятичной системы счисления (правда, без использования нуля) Герберт восстановил абак, забытый со времён Римской империи, и усовершенствовал его на основе арабских математических достижений.
Герберт также презентовал в Европе армиллярную небесную сферу, на которой обозначены небесный экватор, тропики, эклиптика и полюса. Также разрабатывал конструкцию астролябии, усовершенствованной позднее.
Система преподавания Герберта в Реймской кафедральной школе была описана его учеником Рихером Реймским в III книге его «Истории».

## Герберт в легендах

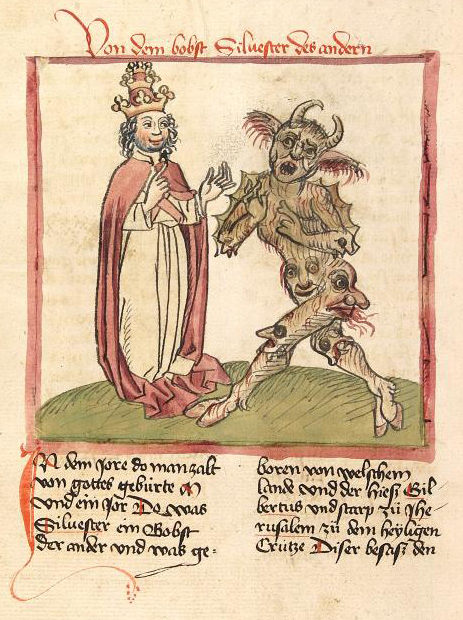
Сильвестр II и дьявол. Средневековая иллюстрация

Герберту приписывали изучение магии и астрологии в исламских городах Кордовского халифата и даже общение с самим дьяволом. Предполагалось, что Герберт с помощью дочери арабского философа, у которого учился, завладел книгой заклинаний и скрылся от преследовавшего его философа, сделавшись невидимым.
В легенде о связи ещё юного Герберта с суккубом, переданной автором XII века Вальтером Мапом, рассказывается, что однажды будущий папа римский встретил девушку удивительной красоты по имени Меридиана, обещавшую ему богатство и свои магические услуги, если тот согласится быть с ней. Юноша поддался соблазну и каждую ночь наслаждался обществом своей таинственной любовницы.
Предполагалось, что Герберт создал бронзовую голову — терафим. Эта магическая голова отвечала на его вопросы: «да» или «нет». Считалось, что с помощью бронзовой головы он сумел подняться к папскому трону (другая легенда говорит, что он выиграл папство, играя в кости с дьяволом).
По утверждению легенды, бронзовая голова сообщила Герберту, что если он когда-либо будет служить мессу в Иерусалиме, дьявол схватит его. Герберт отменил паломничество в Иерусалим, но когда совершал мессу в церкви Святой Марии Иерусалимской (также называемой «Иерусалимская церковь») в Риме, ему стало плохо, и он, умирая, попросил своих кардиналов разрубить его тело, чтобы оно не досталось дьяволу. По другой версии, он был атакован дьяволом во время богослужения и разорван на части.

## Рецепция в искусстве
Легендарный образ Герберта использован Михаилом Булгаковым в его романе «Мастер и Маргарита». Необходимостью разобрать подлинные рукописи чернокнижника Герберта Аврилакского, хранящиеся в государственной библиотеке, Воланд объясняет своё прибытие в Москву Берлиозу и Бездомному.
Образ и жизнь Герберта — тема позднего романа Томаса Манна «Избранник» (1951). В основу романа положена поэма XII в. Гартмана фон Ауэ «Григорий, или Добрый грешник», а также легенда «Von der wundersamen Gnade Gottes und der Geburt des seligen Papstes Gregor» (глава 81) из знаменитого собрания XIV в. «Gesta Romanorum».
В романе Деборы Харкнесс «Открытие ведьм» Герберт изображён в роли опасного вампира, который воспользовался своими сверхъестественными способностями, чтобы получить посох Папы. В одноимённом телесериале его роль исполняет британский актёр Тревор Ив.